# UYBA Volley 2023-2024
Questa voce raccoglie le informazioni riguardanti la UYBA Volley nelle competizioni ufficiali della stagione 2023-2024.

## Stagione
Nella stagione 2023-24 la UYBA Volley assume la denominazione sponsorizzata di UYBA Volley Busto Arsizio.
Partecipa per la diciottesima volta alla Serie A1; chiude la regular season di campionato all'undicesimo posto in classifica, non qualificandosi per i play-off scudetto.

## Organigramma societario
Area direttiva
- Presidente: Giuseppe Pirola
- Team manager: Ilaria Rossetti

Area tecnica
- Allenatore: Julio Velasco (fino al 21 novembre 2023), Juan Manuel Cichello (dal 22 novembre 2023 fino al 7 marzo 2024), Enrico Barbolini (dal 7 marzo 2024)
- Allenatore in seconda: Juan Manuel Cichello (fino al 21 novembre 2023), Filippo Lualdi (dal 22 novembre 2023)
- Assistente allenatore: Alessandro Rondanini
- Scout man: Roberto Menegolo

Area sanitaria
- Preparatore atletico: Claudia Barigelli, Alessandro Mattiroli
- Osteopata: Marco Coerezza

## Rosa
| N° | Nome              | Ruolo | Data di nascita   | Nazionalità sportiva |
| -- | ----------------- | ----- | ----------------- | -------------------- |
| 1  | T'ara Ceasar      | S     | 20 luglio 1999    | Stati Uniti          |
| 2  | Martina Bracchi   | O     | 25 aprile 2002    | Italia               |
| 3  | Alessia Fini      | L     | 3 agosto 2004     | Italia               |
| 4  | Rebecca Piva      | S     | 1º maggio 2001    | Italia               |
| 5  | Wang Simin        | L     | 23 dicembre 1997  | Cina                 |
| 5  | Skylar Fields     | O     | 17 febbraio 2001  | Stati Uniti          |
| 8  | Giuditta Lualdi   | C     | 13 settembre 1995 | Italia               |
| 10 | Benedetta Sartori | C     | 14 aprile 2001    | Italia               |
| 11 | Federica Carletti | S     | 14 marzo 2000     | Italia               |
| 12 | Giorgia Frosini   | O     | 29 novembre 2002  | Italia               |
| 13 | Dominika Giuliani | S     | 26 novembre 2004  | Italia               |
| 14 | Giorgia Zannoni   | L     | 11 febbraio 1998  | Italia               |
| 15 | Dominika Sobolska | C     | 3 dicembre 1991   | Belgio               |
| 16 | Kateřina Valková  | P     | 6 febbraio 1996   | Rep. Ceca            |
| 18 | Paola Rojas       | C     | 26 gennaio 1996   | Porto Rico           |
| 19 | Jennifer Boldini  | P     | 6 aprile 1999     | Italia               |

## Mercato
| Acquisti                               | Acquisti          | Acquisti              | Acquisti   |
| R.                                     | Nome              | da                    | Modalità   |
| -------------------------------------- | ----------------- | --------------------- | ---------- |
| P                                      | Jennifer Boldini  | Millenium Brescia     | definitivo |
| O                                      | Martina Bracchi   | Lecco Picco           | definitivo |
| S                                      | Federica Carletti | Pinerolo              | definitivo |
| S                                      | T'ara Ceasar      | BKS                   | definitivo |
| O                                      | Giorgia Frosini   | Bergamo 1991          | definitivo |
| S                                      | Dominika Giuliani | Club Italia           | definitivo |
| S                                      | Rebecca Piva      | Casalmaggiore         | definitivo |
| C                                      | Paola Rojas       | Valencianas de Juncos | definitivo |
| C                                      | Benedetta Sartori | Casalmaggiore         | definitivo |
| L                                      | Wang Simin        | Volero Le Cannet      | definitivo |
| C                                      | Dominika Sobolska | Budowlani Łódź        | definitivo |
| P                                      | Kateřina Valková  | Münster               | definitivo |
| Trasferimenti nel corso della stagione |                   |                       |            |
| L                                      | Alessia Fini      | Teodora Giovanile     | definitivo |
| O                                      | Skylar Fields     | Southern California   | definitivo |

| Cessioni                               | Cessioni              | Cessioni          | Cessioni   |
| R.                                     | Nome                  | a                 | Modalità   |
| -------------------------------------- | --------------------- | ----------------- | ---------- |
| S                                      | Valeria Battista      | Sant'Anna         | definitivo |
| L                                      | Chiara Bressan        | -                 | svincolata |
| C                                      | Valentina Colombo     | Casalmaggiore     | definitivo |
| S                                      | Alice Degradi         | Megavolley        | definitivo |
| P                                      | Carli Lloyd           | -                 | svincolata |
| O                                      | Rosamaria Montibeller | Denso Airybees    | definitivo |
| P                                      | Sofia Monza           | Futura Giovani    | definitivo |
| C                                      | Rossella Olivotto     | Trentino          | definitivo |
| S                                      | Loveth Omoruyi        | Chieri '76        | definitivo |
| S                                      | Lena Stigrot          | Cuneo Granda      | definitivo |
| C                                      | Katerina Zakchaiou    | Chieri '76        | definitivo |
| Trasferimenti nel corso della stagione |                       |                   |            |
| S                                      | T'ara Ceasar          | Radnički Belgrado | definitivo |

## Risultati

### Serie A1

#### Girone di andata
| 1ª giornata - 8 ottobre 2023 Palalido, Milano                               | Pro Victoria  | 3 - 0 | UYBA            | 25-21, 25-10, 25-12               |
| 2ª giornata - 15 ottobre 2023 PalaPiantanida, Busto Arsizio                 | UYBA          | 1 - 3 | Savino Del Bene | 20-25, 25-20, 19-25, 23-25        |
| 3ª giornata - 22 ottobre 2023 Palazzetto dello Sport, Roma                  | Roma Club     | 3 - 2 | UYBA            | 25-20, 25-21, 20-25, 23-25, 15-13 |
| 4ª giornata - 29 ottobre 2023 PalaPiantanida, Busto Arsizio                 | UYBA          | 0 - 3 | AGIL            | 18-25, 17-25, 21-25               |
| 5ª giornata - 1º novembre 2023 Palazzetto dello Sport, Villafranca Piemonte | Pinerolo      | 3 - 1 | UYBA            | 23-25, 25-17, 25-21, 25-19        |
| 6ª giornata - 5 novembre 2023 PalaPiantanida, Busto Arsizio                 | UYBA          | 3 - 0 | Megavolley      | 25-18, 26-24, 25-17               |
| 7ª giornata - 12 novembre 2023 PalaRadi, Cremona                            | Casalmaggiore | 1 - 3 | UYBA            | 20-25, 16-25, 25-17, 24-26        |
| 8ª giornata - 19 novembre 2023 PalaWanny, Firenze                           | Firenze       | 3 - 0 | UYBA            | 25-17, 25-22, 25-22               |
| 9ª giornata - 26 novembre 2023 PalaPiantanida, Busto Arsizio                | UYBA          | 2 - 3 | Cuneo Granda    | 25-20, 22-25, 22-25, 27-25, 12-15 |
| 10ª giornata - 3 dicembre 2023 PalaMaddalene, Chieri                        | Chieri '76    | 3 - 0 | UYBA            | 25-16, 25-23, 25-21               |
| 11ª giornata - 9 dicembre 2023 PalaPiantanida, Busto Arsizio                | UYBA          | 3 - 1 | Bergamo 1991    | 25-27, 25-15, 26-24, 25-22        |
| 12ª giornata - 17 dicembre 2023 PalaPiantanida, Busto Arsizio               | UYBA          | 3 - 0 | Trentino        | 25-23 25-14 25-19                 |
| 13ª giornata - 23 dicembre 2023 PalaVerde, Villorba                         | Imoco         | 3 - 0 | UYBA            | 25-20, 25-15, 25-18               |

#### Girone di ritorno
| 14ª giornata - 26 dicembre 2023 PalaPiantanida, Busto Arsizio | UYBA            | 1 - 3 | Pro Victoria  | 28-30, 25-17, 15-25, 17-25       |
| 15ª giornata - 6 gennaio 2024 PalaWanny, Firenze              | Savino Del Bene | 3 - 1 | UYBA          | 25-22, 18-25, 25-15, 25-11       |
| 16ª giornata - 14 gennaio 2024 PalaPiantanida, Busto Arsizio  | UYBA            | 3 - 0 | Roma Club     | 25-23, 25-16, 25-23              |
| 17ª giornata - 21 gennaio 2024 PalaTerdoppio, Novara          | AGIL            | 3 - 1 | UYBA          | 25-12, 25-15, 24-26, 25-10       |
| 18ª giornata - 28 gennaio 2024 PalaPiantanida, Busto Arsizio  | UYBA            | 2 - 3 | Pinerolo      | 25-15, 25-22, 22-25, 27-29, 6-15 |
| 19ª giornata - 3 febbraio 2024 PalaCampanara, Pesaro          | Megavolley      | 3 - 0 | UYBA          | 25-17, 25-21, 25-21              |
| 20ª giornata - 11 febbraio 2024 PalaPiantanida, Busto Arsizio | UYBA            | 1 - 3 | Casalmaggiore | 19-25, 25-21, 20-25, 22-25       |
| 21ª giornata - 25 febbraio 2024 PalaPiantanida, Busto Arsizio | UYBA            | 3 - 1 | Firenze       | 25-16, 25-20, 20-25, 25-18       |
| 22ª giornata - 3 marzo 2024 PalaCastagnaretta, Cuneo          | Cuneo Granda    | 3 - 1 | UYBA          | 25-11, 20-25, 25-19, 25-18       |
| 23ª giornata - 6 marzo 2024 PalaBorsani, Castellanza          | UYBA            | 0 - 3 | Chieri '76    | 19-25, 23-25, 20-25              |
| 24ª giornata - 10 marzo 2024 PalaFacchetti, Treviglio         | Bergamo 1991    | 1 - 3 | UYBA          | 25-18, 20-25, 18-25, 17-25       |
| 25ª giornata - 16 marzo 2024 PalaTrento, Trentino             | Trentino        | 3 - 1 | UYBA          | 25-23, 18-25, 25-18, 25-21       |
| 26ª giornata - 24 marzo 2024 PalaPiantanida, Busto Arsizio    | UYBA            | 1 - 3 | Imoco         | 25-22, 20-25, 20-25, 19-25       |

## Statistiche

### Statistiche di squadra
| Competizione | Punti | In casa | In casa | In casa | In trasferta | In trasferta | In trasferta | Totale | Totale | Totale |
| Competizione | Punti | G       | V       | P       | G            | V            | P            | G      | V      | P      |
| ------------ | ----- | ------- | ------- | ------- | ------------ | ------------ | ------------ | ------ | ------ | ------ |
| Serie A1     | 24    | 13      | 5       | 8       | 13           | 2            | 11           | 26     | 7      | 19     |
| Totale       | -     | 13      | 5       | 8       | 13           | 2            | 11           | 26     | 7      | 19     |

G = partite giocate; V = partite vinte; P = partite perse

### Statistiche dei giocatori
| Giocatore   | Serie A1 | Serie A1 | Serie A1 | Serie A1 | Serie A1 | Totale | Totale | Totale | Totale | Totale |
| Giocatore   | P        | PT       | AV       | MV       | BV       | P      | PT     | AV     | MV     | BV     |
| ----------- | -------- | -------- | -------- | -------- | -------- | ------ | ------ | ------ | ------ | ------ |
| J. Boldini  | 26       | 66       | 34       | 20       | 12       | 26     | 66     | 34     | 20     | 12     |
| M. Bracchi  | 25       | 326      | 297      | 17       | 12       | 25     | 326    | 297    | 17     | 12     |
| F. Carletti | 26       | 154      | 109      | 36       | 9        | 26     | 154    | 109    | 36     | 9      |
| T. Ceasar   | 3        | 0        | 0        | 0        | 0        | 3      | 0      | 0      | 0      | 0      |
| S. Fields   | 10       | 35       | 31       | 2        | 2        | 10     | 35     | 31     | 2      | 2      |
| A. Fini     | 2        | 0        | 0        | 0        | 0        | 2      | 0      | 0      | 0      | 0      |
| G. Frosini  | 25       | 160      | 127      | 28       | 5        | 25     | 160    | 127    | 28     | 5      |
| D. Giuliani | 21       | 48       | 40       | 3        | 5        | 21     | 48     | 40     | 3      | 5      |
| G. Lualdi   | 26       | 226      | 175      | 38       | 13       | 26     | 226    | 175    | 38     | 13     |
| R. Piva     | 23       | 212      | 182      | 19       | 11       | 23     | 212    | 182    | 19     | 11     |
| P. Rojas    | 2        | 0        | 0        | 0        | 0        | 2      | 0      | 0      | 0      | 0      |
| B. Sartori  | 24       | 233      | 163      | 54       | 16       | 24     | 233    | 163    | 54     | 16     |
| D. Sobolska | 9        | 32       | 22       | 7        | 3        | 9      | 32     | 22     | 7      | 3      |
| K. Valková  | 24       | 9        | 3        | 1        | 5        | 24     | 9      | 3      | 1      | 5      |
| Wang S.     | 9        | 0        | 0        | 0        | 0        | 9      | 0      | 0      | 0      | 0      |
| G. Zannoni  | 26       | 0        | 0        | 0        | 0        | 26     | 0      | 0      | 0      | 0      |

P = presenze; PT = punti totali; AV = attacchi vincenti; MV = muri vincenti; BV = battute vincenti